# Horst Meyer
Horst Meyer (Amburgo, 20 giugno 1941 – Lanzarote, 24 gennaio 2020) è stato un canottiere tedesco.

## Palmarès

### Olimpiadi
- 2 medaglie:
  - 1 oro (Città del Messico 1968 nell'otto[2])
  - 1 argento (Tokyo 1964 nell'otto[3])

### Mondiali
- 2 medaglie:
  - 2 ori (Lucerna 1962 nell'otto[3]; Bled 1966 nell'otto[2])

### Europei
- 4 medaglie[2]:
  - 4 ori (Copenaghen 1963 nell'otto; Amsterdam 1964 nell'otto; Duisburg 1965 nell'otto; Vichy 1967 nell'otto)